# Plain (Manche)

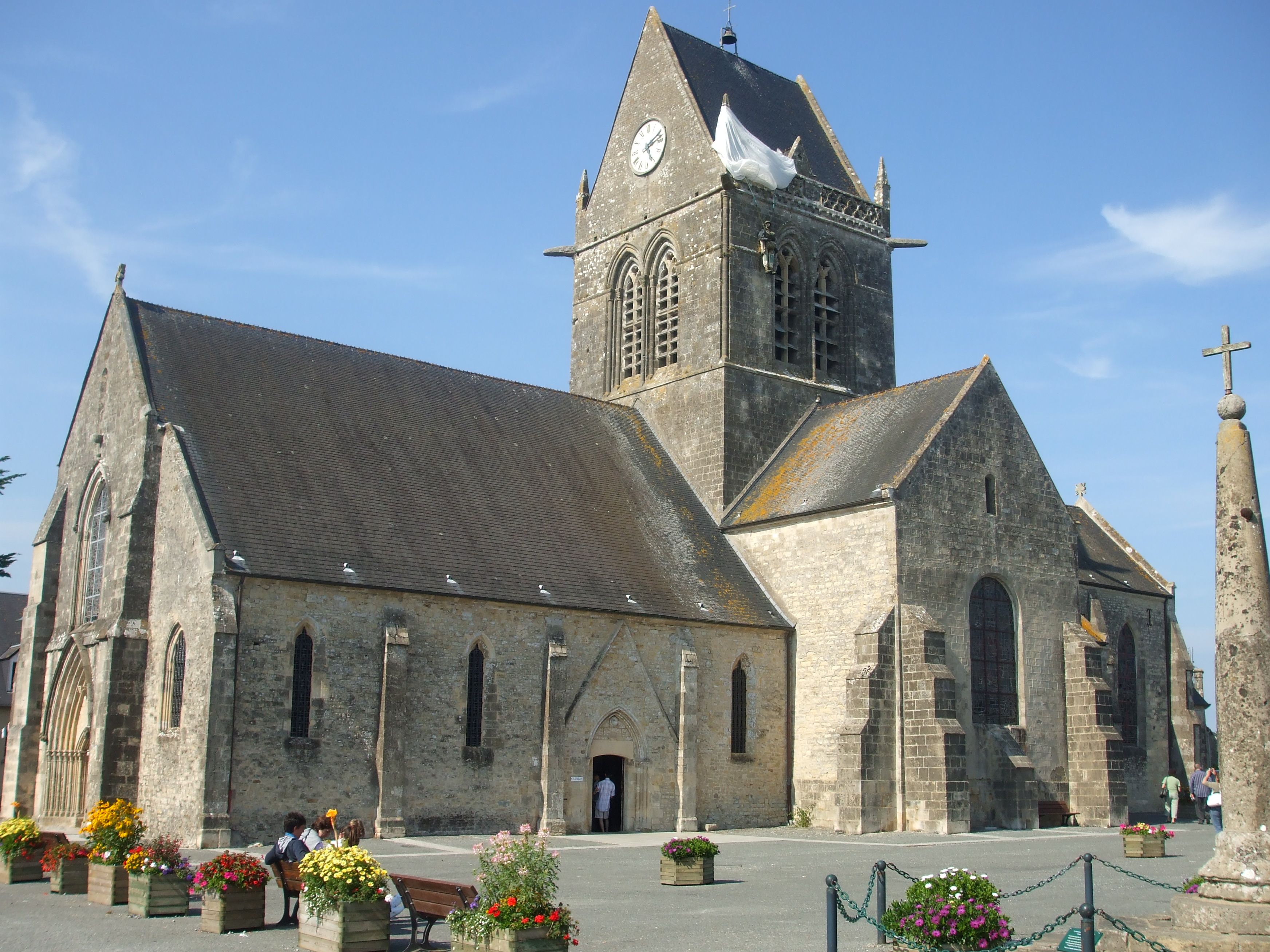
Kirche von Sainte-Mère-Église

Der Plain ist ein Naturraum auf der Halbinsel Cotentin südlich des Val de Saire. Das Gebiet liegt im französischen Département Manche in der Region Normandie und wird im Westen vom Fluss Merderet (einem Nebenfluss der Douve) und im Osten von der Cotentin-Ostküste begegrenzt. Valognes bildet die Nordgrenze, während Carentan die Südgrenze darstellt. Die bedeutendsten Städte sind Montebourg und Sainte-Mère-Église. Mehrere Gemeinden führen die Gebietsbezeichnung auch in ihrem Namen, wie Angoville-au-Plain, Beuzeville-au-Plain und Neuville-au-Plain. Große Teile des Gebietes liegen im Regionalen Naturpark Marais du Cotentin et du Bessin.

## Toponymie
Im 12. Jahrhundert macht Wace den Unterschied zwischen « Li païsan et li vilain, Cil del boscage et cil del plain. » d. h. zwischen den Landwirten in der Bocage-Landschaft, und den Landwirten in der Ebene. Nämlich ist Plain mit dem französischen Wort plaine (dt. Ebene) verwandt.

## Geologie
Der Cotentin gehört hauptsächlich zum armorikanischen Massiv, der Plain liegt aber im Pariser Becken (obwohl die Îles Saint-Marcouf wiederum zum armorikanischen Massiv gehören). Hier finden sich tonhaltige Kalksteine aus dem Sinemurium.

## Geschichte
Im Plain liegt auch der Strandabschnitt Utah Beach, der bei der Invasion der Normandie im Zweiten Weltkrieg große Bedeutung erlangt hat.

## Landwirtschaft
Zwischen Sainte-Mère-Église und dem Bessin erfreuen sich die Milcherzeugnisse mit überprüfter Herkunftsbezeichnung (Appellation d’Origine Contrôlée, AOC) Isigny-Sainte-Mère großer Beliebtheit.
Im Plain spielt auch die Pferdezucht eine sehr wichtige Rolle, insbesondere seit dem 19. Jahrhundert.
Die Landschaft ist als Wiege einer speziellen Rasse von Trabern und Reitpferden anerkannt. Es handelt sich um die Anglo-Normannische Rasse, die sich aus der Kreuzung von englischen Hengsten und von Stuten von der Halbinsel Cotentin ergibt.